# Silometopoides mongolensis
Silometopoides mongolensis là một loài nhện trong họ Linyphiidae.
Loài này thuộc chi Silometopoides. Silometopoides mongolensis được Kirill Yuryevich Eskov & Yuri M. Marusik miêu tả năm 1992.